# Sång och spel
Sång och spel är en sångsamling redigerad av Annie Petersson och Birger Oldermark, enligt utgivarna avsedd för den svenska folkskolans årskurser 3-4 och uppåt samt för realskolans och motsvarande stadier i därmed jämförliga skolformer. Samlingen täcker sånger arrangerade för strängmusik, kör, solosång, duetter med mera. Flertalet sånger är enstämmiga, ibland med obligatstämma, quodlibet, eller ackompanjemang för orgel, piano eller gitarr. Övriga sånger är två- eller trestämmiga. Några engelska och tyska sånger finns, ibland med svensk text.
Den gavs ut år 1951 på Almqvist /Gebers förlag. Teckningar: Gun Nyberg-Karlsson. Notskrivare: Kapellmästare Ejnar Malmström. Det som i dag gör den intressant är en förteckning över stamsångerna från 3:e till 8:e skolåret.
Denna sångsamling har sedan 1967 utgivits av Frälsningsarmén. Tidigare gavs denna samling ut med 2-4 häften/år men sedan ett tiotal år utkommer dess utgåvor i stället som lösblad. Den allmänna förkortningen är SoS, men här på Wikipedia är förkortningen och arbetsidentiteten SÅSP.